# Argenton-Château
Argenton-Château est une ancienne commune française située dans le département des Deux-Sèvres, en région Nouvelle-Aquitaine.
En 2006, elle a fusionné avec deux autres communes, formant la nouvelle commune d'Argenton-les-Vallées.
Le 1er janvier 2016, elle intègre donc la commune nouvelle d'Argentonnay.

## Évolution
1er septembre 2006 : fusion d’Argenton-Château, de Boësse et de Sanzay sous le nom d’Argenton-les-Vallées.

## Géographie
Le village d'Argenton-Château se trouve par longitude 00° 26' 52" ouest et par latitude 46° 59' 05" nord, situé sur le confluent de l'Ouère et de l'Argenton. 
Avant la fusion, sa superficie était de 1,05 km2. 
L'altitude varie de 74 m à 121 m, avec une altitude moyenne de 115 m.

## Toponymie
Du mot gaulois argento « argent » (le métal ou la couleur), accompagné du mot gaulois magos. Le mot gaulois magos a d'abord désigné un simple champ, puis un champ de foire, un marché et enfin le village ou la ville qui se développe autour de ce marché.

## Histoire
Argenton-Château est chef-lieu du canton du même nom, perché sur un promontoire rocheux, doté au Moyen-Âge d'une importante forteresse qui lui a donné la deuxième partie de son nom (château). La première partie pourrait provenir des importantes activités commerciales qui y existèrent très tôt (argentum : marché de l'argent). L'autre explication pour le terme « Argenton » serait une étymologie celtique : argento signifiant brillant ou blanc ; en effet la rivière roule sur un fond de désagrégation de granit qui est donc brillant. Même si l'origine exacte n'est pas connue, beaucoup attribuent l'origine du nom à la situation de la rivière Argenton au confluent des rivières Argent et Ton. Cette origine est cependant fausse (légende du XVIIIe siècle). En effet, le « Dolo » a vu au XVIIIe siècle son nom transformé en « Ton », lorsqu'il se jette dans l'Argenton à Saint-Clémentin.
Pendant le Moyen-Âge, Argenton-Château est une baronnie qu'attestent des documents du XIe siècle. 
Entre 1025 et 1030, des accords pour des fiefs situés à Moutiers sous Argenton sont mentionnés.  
Le 28 février 1069, Geoffroy de Blois, seigneur d'Argenton et époux de Pétronille d'Argenton, donne à l'abbaye de Bourgueil les églises de Saint-Gilles et de Saint-Georges. Les seigneurs d'Argenton ont été très puissants au Moyen Âge et ont largement participé à la vie militaire et politique de leur temps, par exemple :
- un seigneur d'Argenton participe à la conquête de l'Angleterre en 1066 ;
- Aimery d'Argenton participe à la première croisade en 1095 ;
- Geoffroy III d'Argenton rend hommage au roi Saint Louis à Clisson en 1230 ;
- Charles VII choisit Guillaume d'Argenton comme Gouverneur du Dauphin, qui deviendra roi sous le nom de Louis XI.

En 1459, le fils de Guillaume, Antoine d'Argenton, meurt sans descendance directe. Après une forte rivalité entre les héritiers, la seigneurie échoit à la petite-nièce d'Antoine, Hélène de Chambes-Montsoreau (petite-fille de Brunissende d'Argenton ; schéma généalogique à l'article Chabot, avec aussi l'articulation vers les Châtillon ci-après). Hélène de Chambes étant l'épouse de Philippe de Commynes, Argenton-Château devient la propriété du plus célèbre mémorialiste du Moyen Âge de 1473 à 1511. C'est à Argenton-Château qu'il rédigea ses Mémoires de 1489 à 1498. Il y mourut en 1511. Il reçut à deux reprises le roi Louis XI en 1478 et 1481.
Par la suite, la baronnie d'Argenton passa aux mains de la puissante famille de Châtillon (branche de Porcien-ducs de Châtillon). En effet, après de nombreux procès, la baronnie revient à Jean de Châtillon, petit-fils de Brunissende d'Argenton, en 1515.
La ville fut en grande partie détruite pendant la Révolution française durant laquelle elle avait été rebaptisée « Argenton le Peuple » par les révolutionnaires. Le 26 février 1794, Stofflet démolit les portes de la ville, une partie des remparts et brûla une partie des dépendances du château ; la ville fut brûlée avec son château le 20 février 1796. La ville comptait 830 habitants en 1792 ; elle n'en aura plus que 270 au sortir de la Révolution.
Le 19 mars 1808, Amable-Émilie de Châtillon, épouse de Marie-François-Emmanuel de Crussol, 10e duc d'Uzès, vend "la terre d'Argenton, avec toutes ses appartenances et dépendances" et les ruines du château, à son régisseur et fermier receveur Mathurin de La Garde (1753-1815), dit le « chevalier de La Garde », seigneur de Belleville, capitaine de vaisseau, colonel d'Infanterie, maréchal de camp qui, durant la guerre de Vendée, avait été chargé de missions diplomatiques entre la France et l'Angleterre. Le domaine se composait, entre autres, de nombreux bois et taillis, prés, six métairies et deux étangs. Le 6 septembre 1833, son fils Auguste de La Garde, ancien aide de camp du général Auguste de la Rochejaquelein, capitaine d'Infanterie, docteur en médecine, cède le domaine à Augustin Jouffrault. 
Sur le site de l'ancien château seigneurial ont été édifiées au XIXe siècle deux maisons de maître. La chapelle Saint-Georges attenante conserve un ensemble de peintures religieuses médiévales sur la voûte du chœur en cul-de-four (le Christ en majesté et les quatre Évangélistes).
L'une des personnalités marquantes du XIXe siècle sur cette commune a été Camille Jouffrault, maire, conseiller général, député puis sénateur.
Au XXIe siècle, Argenton-Château a conservé le pont Cadoret, la porte Gaudin, l'église Saint-Gilles avec son remarquable portail du XIIe siècle, et les deux chapelles du château.
Le 1er septembre 2006, Argenton-Château a fusionné avec Boësse et Sanzay pour former la nouvelle commune d'Argenton-les-Vallées.
En 2006, la comédienne Bernadette Lafont (1938-2013) y acheta sur la suggestion de son compagnon, l'artiste peintre Pierre de Chevilly, lui-même récent acquéreur de l'ancienne école communale des garçons, une petite maison avec jardin surplombant cette dernière, qu'elle aménagea pour y séjourner de temps à autre. Séduite par le calme et le charme du lieu, elle disait considérer Argenton comme le lieu de « sa thalasso mentale ». 
Intégrée à la population locale qui appréciait sa simplicité, elle apporta gracieusement son amical concours à la grande fête médiévale de juin 2011 pour le 500e anniversaire de la mort de Philippe de Commynes, et au festival « Terre de lecture » au clos de l'oncle Georges (Jouffrault) le 7 juin 2013 ; sa venue était prévue le 9 août suivant, mais victime successivement d'un accident cardio-vasculaire cérébral alors qu'elle se reposait dans sa maison familiale de Saint-André-de-Valborgne, puis d'un arrêt cardiaque le 22 juillet, elle meurt trois jours après au CHU de Nîmes.
Le 22 juin 2014, en présence de ses proches, son nom fut donné à la bibliothèque de la communauté d'agglomération du Bocage bressuirais au cours d'un après-midi d'hommage qui lui fut rendu par ses nombreux amis et admirateurs.
Au 1er janvier 2016, la commune déléguée intègre comme les autres communes d'Argenton-les-Vallées la commune nouvelle d'Argentonnay.

## Liste des maires
| Période   | Période       | Identité                           | Étiquette | Qualité                            |
| --------- | ------------- | ---------------------------------- | --------- | ---------------------------------- |
| 1789      | 1790          | René Auguste Chaillou de Billasson |           | Avocat                             |
| 1790      | 1793          | Pierre Jean Bourdaizeau            |           | Chanoine de l'église Saint-Georges |
| 1793      | 1794          | François Louis Rousseau            |           |                                    |
| 1794      | 1794          | Pierre Emery Hay                   |           |                                    |
| 1794      | 1797          | Joseph Nicolas Turpin              |           | Marchand de drap                   |
| 1797      | 1797          | René Chaigneau                     |           |                                    |
| 1798      | 1800          | Joseph Bodin                       |           | Tanneur                            |
| 1800      | 1815          | Augustin Perreau                   |           |                                    |
| 1815      | 1830          | Joseph Girard                      |           | Notaire                            |
| 1830      | 1852          | Pierre Basty                       |           | Notaire                            |
| 1852      | 1874          | François Dillay                    |           | Notaire                            |
| 1874      | 1876          | Joseph Soulard                     |           |                                    |
| mai 1876  | août 1876     | Marie Charles Chaillou             |           | Propriétaire                       |
| août 1876 | 1904          | Camille Jouffrault                 |           | Avocat et journaliste              |
| 1904      | 1908          | Joseph Clerc                       |           | Vétérinaire                        |
| 1908      | 1909          | Octave Lutaud                      |           | Horloger                           |
| 1909      | 1925          | Pierre Alix                        |           | Instituteur                        |
| 1925      | novembre 1941 | André Jouffrault                   |           | Médecin                            |
| 1941      | 1944          | Léopold Grimaud                    |           | Délégation spéciale                |
| 1944      | 1945          | André Jouffrault                   |           | Médecin                            |
| 1945      | 1959          | Léopold Grimaud                    |           | Imprimeur                          |
| 1959      | 1965          | Jean Calvet                        |           | Médecin                            |
| 1965      | 1971          | André Godet                        |           | Commerçant                         |
| 1971      | 1977          | Jacques Corbière                   |           | Ingénieur chimiste                 |
| 1977      | 1983          | Eugène Billy                       |           | Artisan                            |
| 1983      | 1995          | André Godet                        |           | Commerçant                         |
| 1995      | 2006          | Jean Joselon                       |           | Artisan                            |

## Démographie
| 1793 | 1800 | 1806 | 1821 | 1831 | 1836 | 1841 | 1846 | 1851 |
| ---- | ---- | ---- | ---- | ---- | ---- | ---- | ---- | ---- |
| 875  | 270  | 415  | 554  | 566  | 613  | 706  | 800  | 889  |

| 1856 | 1861  | 1866 | 1872  | 1876  | 1881  | 1886  | 1891  | 1896  |
| ---- | ----- | ---- | ----- | ----- | ----- | ----- | ----- | ----- |
| 919  | 1 024 | 553  | 1 101 | 1 125 | 1 183 | 1 175 | 1 306 | 1 169 |

| 1901  | 1906  | 1911  | 1921 | 1926 | 1931 | 1936 | 1946 | 1954 |
| ----- | ----- | ----- | ---- | ---- | ---- | ---- | ---- | ---- |
| 1 244 | 1 216 | 1 178 | 966  | 992  | 962  | 958  | 942  | 958  |

| 1962 | 1968  | 1975  | 1982  | 1990  | 1999  | - | - | - |
| ---- | ----- | ----- | ----- | ----- | ----- | - | - | - |
| 981  | 1 097 | 1 138 | 1 107 | 1 078 | 1 038 | - | - | - |

Le dernier recensement officiel d'Argenton-Château a eu lieu en 1999. Le premier dénombrement du XXIe siècle sur le département, établi à la date du 1er janvier 2006 et édité en janvier 2009, ne mentionne déjà plus Argenton-Château, remplacé par Argenton-les-Vallées.